# Flora Finch
Flora Finch (Flora Brooks: Londres, 17 de junio de 1867 – Los Ángeles, 4 de enero de 1940) fue una actriz cinematográfica inglesa que trabajó en más de 300 filmes del cine mudo, incluyendo más de 200 para la compañía Vitagraph Studios.

## Biografía

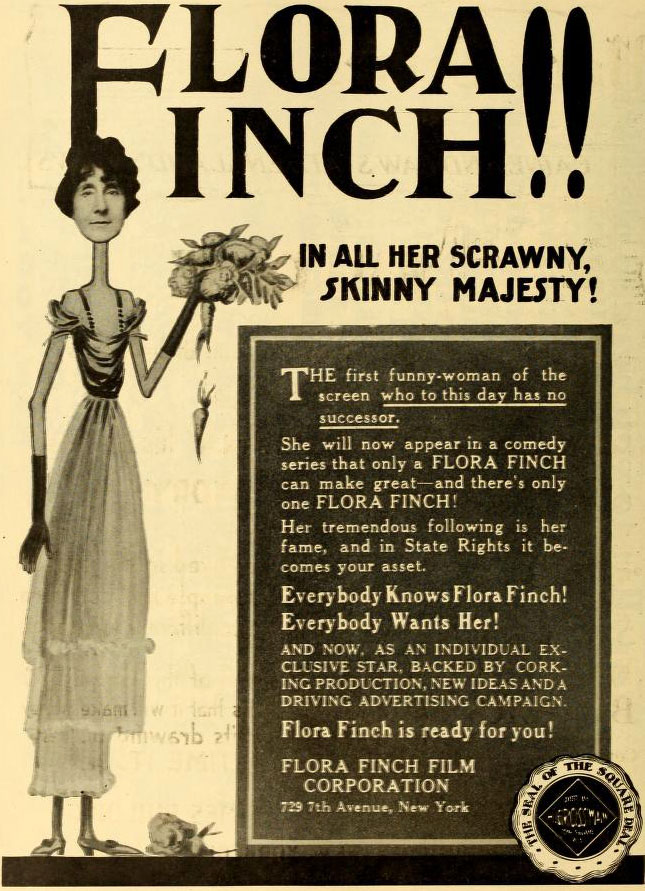
Anuncio (1917)

Nació en Londres en el seno de una familia inmersa en el ambiente teatral y del music-hall londinense, y que siendo ella joven se trasladó a los Estados Unidos. Allí mantuvo la tradición familiar teatral y vodevilesca hasta los cuarenta años. 
Sus primeros papeles para el cine llegaron en 1908, con la American Mutoscope and Biograph Company. En dicha productora trabajó con Fatty Arbuckle, Mack Sennett (con el cual tuvo una relación sentimental durante un tiempo) y Charlie Chaplin, entre otros.  
A partir de 1910 y hasta 1915, en Vitagraph Studios fue emparejada con John Bunny para rodar 160 cortos muy populares en la época. Esos cortos fueron llamados "Bunnygraphs", "Bunnyfinches", y "Bunnyfinchgraphs", y les confirmaron como el primer conjunto cómico popular de la historia del cine.
Tras el fallecimiento de Bunny en 1915 ella siguió rodando cortos cómicos, aunque con menos éxito. Empezó a dirigir su propia productora, "Flora Finch Productions", pero no fue capaz de reconquistar su popularidad. En la época del cine sonoro encontró trabajo en pequeños papeles secundarios; el film La Letra Escarlata (1934) le dio uno de sus papeles más importantes del cine sonoro. Su última película fue The Women (Mujeres) (1939). 
La mayor parte de sus películas se han perdido. Falleció en Los Ángeles, California, en 1940 a causa de una fiebre reumática secundaria a una infección estreptocócica.

## Vida privada
Estuvo casada con Harold March (las fechas son desconocidas); no se sabe si tuvo hijos.